# String (C++)
string — класс с методами и переменными для организации работы со строками в языке программирования C++. Он включён в стандартную библиотеку C++. Название образовано от имени строчного типа данных (англ. string; с англ. — «строка»). В языке C++ и его предшественнике, языке программирования Си, нет встроенной поддержки строкового типа данных, вместо этого используется массив символов. string управляет строками, как и string.h в Си. string использует единственный объект string для организации работы со строками. Являясь частью стандартной библиотеки C++, эти объекты также являются частью стандартного пространства имён — std.

## Пример
Простейшая программа «Hello, world!» (с использованием библиотеки iostream) может быть записана так:
```
#include
 
<iostream>

#include
 
<string>
     

using
 
namespace
 
std
;
                
// в Си: #include <string.h>

int
 
main
()

{

  
string
 
str
 
=
 
"Hello, world!"
;

  
cout
 
<<
 
str
 
<<
 
endl
;

// в Си: printf(str);

  
return
 
0
;

}

```

## Используемые типы
| Тип                    | Описание                                                         |
| ---------------------- | ---------------------------------------------------------------- |
| value_type             | char                                                             |
| traits_type            | char_traits<char>                                                |
| allocator_type         | allocator<char>                                                  |
| reference              | char&                                                            |
| const_reference        | const char&                                                      |
| pointer                | char*                                                            |
| const_pointer          | const char*                                                      |
| iterator               | a random access iterator to char (convertible to const_iterator) |
| const_iterator         | a random access iterator to const char                           |
| reverse_iterator       | reverse_iterator<iterator>                                       |
| const_reverse_iterator | reverse_iterator<const_iterator>                                 |
| difference_type        | ptrdiff_t                                                        |
| size_type              | size_t                                                           |

## Методы

### Конструктор
Публичная функция
string();
Создает пустую строку.
string(const string& str);
Копирующий конструктор.
string(const string& str, size_t pos, size_t len = npos);
Копирующий конструктор со смещением и определенной длиной считываемой строки.
string(const char* s);
Конструктор, принимающий указатель на строку символов.
string(const char* s, size_t n);
Конструктор, принимающий указатель на строку символов с ограничением по длине считываемой строки.
string(size_t n, char c);
Конструктор, заполняющий одним символом n ячеек.
template <class InputIterator> string(InputIterator first, InputIterator last);
Конструктор, копирующий последовательность символов в диапазоне.
string(initializer_list<char> il);
Конструктор, копирующий инициализирующий список.
string(string&& str) noexcept;
Конструктор, получающий содержимое строки.

### Деструктор
String destructor (public member function)

### Оператор присваивания
string& operator= (const string& str);
Оператор реализующий присваивание переменной типа string.
string& operator= (const char* s);
Оператор реализующий присваивание указателя на строку.
string& operator= (char c);
Оператор реализующий присваивание переменной типа char.
string& operator= (initializer_list<char> il);
Оператор реализующий присваивание к списку инициализации из типов char.
string& operator= (string&& str) noexcept;
Оператор реализующий перемещение[неопределённость] содержания переменной внутрь левого значения.

### Итераторы
begin()
Возвращает итератор с первым элементом.
end()
Возвращает итератор с последним элементом.
rbegin()
Возвращает итератор с последним элементом, но идущим в реверсивном порядке (от конца к началу).
rend()
Возвращает итератор с первым элементом, но идущим в реверсивном порядке (от конца к началу).
cbegin()
Возвращает константный итератор с первым элементом.
cend()
Возвращает константный итератор с последним элементом.
crbegin()
Возвращает константный итератор с последним элементом, но идущим в реверсивном порядке (от конца к началу).
crend()
Возвращает константный итератор с первым элементом, но идущим в реверсивном порядке (от конца к началу).

### Методы
size_t size() const noexcept
Возвращает текущее количество символов в строке.
size_t length() const noexcept
Возвращает текущее количество символов в строке.
size_t max_size() const noexcept
Возвращает максимально возможную длину строки.
void resize(size_t n);
Изменяет размер длины строки.
void resize(size_t n, char c);
Изменяет размер длины строки и заполняет строку указанным символом.
size_t capacity() const noexcept
Возвращает длину строки выделенной памяти.
void reserve(size_t n = 0)
Резервирует память для n символов.
void clear() noexcept
Очищает строку.
bool empty() const noexcept
Возвращает булев флаг о том, пуста ли строка.
shrink_to_fit()

### Элементы доступа
char& operator[] (size_t pos)
Возвращает символ находящийся по индексу в строке начиная с 0 до size() - 1.
const char& operator[] (size_t pos) const
Возвращает константный символ находящийся по индексу в строке начиная с 0 до size() - 1.
char& at (size_t pos)
Возвращает ссылку на символ, указанный в pos.
const char& at (size_t pos) const
Возвращает константную ссылку на символ, указанный в pos.
char& back()
Возвращает ссылку на последний символ строки.
const char& back() const
Возвращает константную ссылку на последний символ строки.
char& front()
Возвращает ссылку на первый символ строки.
const char& front() const
Возвращает константную ссылку на первый символ строки.

### Модификаторы
string& operator+= (const string& str);
Конкатенация со строкой.
string& operator+= (const char* s);
Конкатенация со строкой.
string& operator+= (char c);
Конкатенация со строкой.
string& operator+= (initializer_list<char> il);
Конкатенация со строкой.
string& append (const string& str);
Конкатенация со строкой.
string& append (const string& str, size_t subpos, size_t sublen);
Конкатенация со строкой.
string& append (const char* s);
Конкатенация со строкой.
string& append (const char* s, size_t n);
Конкатенация со строкой.
string& append (size_t n, char c);
Конкатенация со строкой.
template <class InputIterator> string& append (InputIterator first, InputIterator last);
Конкатенация со строкой.
string& append (initializer_list<char> il);
Конкатенация со строкой.
void push_back (char c);
Добавить символ в конец строки.
string& assign (const string& str);
Задать новое значение для строки.
string& assign (const string& str, size_t subpos, size_t sublen);
Задать новое значение для строки.
string& assign (const char* s);
Задать новое значение для строки.
string& assign (const char* s, size_t n);
Задать новое значение для строки.
string& assign (size_t n, char c);
Задать новое значение для строки.
template <class InputIterator> string& assign (InputIterator first, InputIterator last);
Задать новое значение для строки.
string& assign (initializer_list<char> il);
Задать новое значение для строки.
string& assign (string&& str) noexcept;
Задать новое значение для строки.
string& insert (size_t pos, const string& str);
Вставить символ до указанной позиции в pos.
string& insert (size_t pos, const string& str, size_t subpos, size_t sublen);
Вставить символ до указанной позиции в pos.
string& insert (size_t pos, const char* s);
Вставить символ до указанной позиции в pos.
string& insert (size_t pos, const char* s, size_t n);
Вставить символ до указанной позиции в pos.
string& insert (size_t pos, size_t n, char c);
Вставить символ до указанной позиции в pos.
void insert (iterator p, size_t n, char c);
Вставить символ до указанной позиции в pos.
iterator insert (iterator p, char c);
Вставить символ до указанной позиции в pos.
template <class InputIterator> void insert (iterator p, InputIterator first, InputIterator last);
Вставить символ до указанной позиции в pos.
string& erase (size_t pos = 0, size_t len = npos);
Стирает символ(ы) из строки.
iterator erase (const_iterator p);
Стирает символ(ы) из строки.
iterator erase (const_iterator first, const_iterator last);
Стирает символ(ы) из строки.
string& replace (size_t pos,        size_t len,        const string& str);
Заменяет содержимое строки.
string& replace (const_iterator i1, const_iterator i2, const string& str);
Заменяет содержимое строки.
string& replace (size_t pos, size_t len, const string& str, size_t subpos, size_t sublen);
Заменяет содержимое строки.
string& replace (size_t pos,        size_t len,        const char* s);
Заменяет содержимое строки.
string& replace (const_iterator i1, const_iterator i2, const char* s);
Заменяет содержимое строки.
string& replace (size_t pos,        size_t len,        const char* s, size_t n);
Заменяет содержимое строки.
string& replace (const_iterator i1, const_iterator i2, const char* s, size_t n);
Заменяет содержимое строки.
string& replace (size_t pos,        size_t len,        size_t n, char c);
Заменяет содержимое строки.
string& replace (const_iterator i1, const_iterator i2, size_t n, char c);
Заменяет содержимое строки.
template <class InputIterator> string& replace (const_iterator i1, const_iterator i2, InputIterator first, InputIterator last);
Заменяет содержимое строки.
string& replace (const_iterator i1, const_iterator i2, initializer_list<char> il);
Заменяет содержимое строки.
void swap (string& str);
Меняет содержимое текущей строки на str.
void pop_back();
Удаляет последний символ из строки.

### Операции
c_str
Отдаёт содержимое строки в типе char
data
Возвращает внутренний контейнер в типе char
get_allocator
copy
find
rfind
find_first_of
Возвращает индекс с первым вхождением
find_last_of
find_first_not_of
find_last_not_of
substr(pos, n)
-Bозвращает n символов строки str начиная с позиции pos
compare
npos
operator+
relational operators
swap
Меняет местами двух переменных
operator>>
operator<<
getline